# Сивак, Анатолий Александрович
Анатолий Александрович Сива́к (бел. Анатоль Аляксандравіч Сівак; род. 19 июля 1962, Завойть, Наровлянский район, Гомельская область, БССР, СССР) — белорусский государственный деятель. Начальник Белорусской железной дороги (2009—2012), министр транспорта и коммуникаций Республики Беларусь (2012—2018), председатель Минского горисполкома (24 ноября 2018 — 3 сентября 2020), Заместитель Премьер-Министра Республики Беларусь с 3 сентября 2020 года.

## Биография
В 1986 году окончил Белорусский государственный институт инженеров железнодорожного транспорта (Гомель), в 1998 году — Академию управления при Президенте Республики Беларусь.
С 1986 по 2006 годы работал на различных должностях в Белорусской железной дороге — мастером и начальником строительно-монтажных поездов в Бресте, Могилёве, Минске, главным инженером УП «Дорстроймонтажтрест БелЖД», заместителем начальника дороги (2002—2006 годы). В 2006—2009 годах был помощником президента — главным инспектором по городу Минску; Александр Лукашенко высоко оценил его деятельность на этом посту. В 2009 году возглавил Белорусскую железную дорогу, в 2012 году стал министром транспорта и коммуникаций. Весной 2018 года Александр Лукашенко заявил, что он близок к тому, чтобы отправить Анатолия Сивака в отставку из-за коррупции в Министерстве транспорта и коммуникаций.
24 ноября 2018 года Президент Республики Беларусь Александр Лукашенко назначил Сивака Председателем Минского горисполкома.
3 сентября 2020 года был повышен в должности и был назначен заместителем премьер-министра Республики Беларусь. Его же предшественник, Владимир Кухарев, занял должность Председателя Минского городского исполнительного комитета.
17 декабря 2020 года его внёс в свой санкционный список Евросоюз, 18 февраля 2021 года — Великобритания, 22 марта — Швейцария. 26 января 2021 года к декабрьскому пакету санкций ЕС присоединились Албания, Исландия, Лихтенштейн, Норвегия, Северная Македония, Черногория.
Награждён знаком «Почётный железнодорожник» — высшей отраслевой наградой.

## Деятельность на посту председателя Мингорисполкома
Вскоре после назначения заявил об ошибочности практики тотального сноса частного сектора в Минске. Высказывался о необходимости экономически обоснованного строительства новых торгово-развлекательных центров: по его словам, во многих существующих ТРЦ много пустующих площадей, а строительство некоторых объектов ведётся со значительным отставанием. Обещал решить проблему с недостатком мест в школах и детских садах в Минске к 2021 году.
В марте 2019 года объявил о разработке бизнес-плана строительства ветки трамвая в расположенный на западе города микрорайон Сухарево (по улицам Харьковской, Пономаренко, Шаранговича) для разгрузки Автозаводской линии метрополитена.

## Награды и звания
- Орден Почёта (21 ноября 2019 года) — за многолетнюю плодотворную работу, образцовое исполнение служебных обязанностей, исключительную храбрость и мужество, проявленные при спасении людей во время пожара, значительный личный вклад в обеспечение общественного порядка и прекращение экономических правонарушений, развитие сельского хозяйства и лёгкой промышленности, заслуги в отрасли строительства, образования и культуры[18].
- Благодарность Президента Российской Федерации (15 ноября 2012 года, Россия) — за заслуги в развитии сотрудничества в области железнодорожного транспорта[19].
- Знак «Почётный железнодорожник» — высшая отраслевая награда[2].
- Звание «Ганаровы паляшук» на VIII Международном фестивале этнокультурных традиций «Зов Полесья» (17 августа 2024, Лясковичи) — за большой вклад в социально-экономическое и общественно-культурное развитие Припятского Полесья.